# Olga Genrichowna Sedakowa
Olga Genrichowna Sedakowa, nach Heirat Olga Kharts (russisch Ольга Генриховна Седакова; * 6. März 1972 in Moskau), ist eine ehemalige Synchronschwimmerin. Sie gewann drei Weltmeister- und neun Europameistertitel.

## Karriere
Olga Sedakowa begann im Alter von neun Jahren mit dem Synchronschwimmen. 1988 gewann sie mit der russischen Mannschaft bei den Junioren-Europameisterschaften. Bei den Weltmeisterschaften 1991 in Perth belegte Sedakowa dreimal den vierten Platz: Im Einzelwettbewerb, im Duett mit Anna Kozlova und in der Mannschaft. Die Medaillen gingen jeweils an die Vereinigten Staaten, Kanada und Japan. Im August 1991 bei den Europameisterschaften 1991 in Athen bestätigte Sedakowa, dass sie die beste Europäerin war. Sie gewann den Einzelwettbewerb vor der Griechin Christina Thalassinidou. Zusammen mit Kozlova siegte sie uim Duett vor dem französischen Paar und die sowjetische Mannschaft gewann bei ihrem letzten internationalen Auftritt vor den Französinnen, die zuvor dreimal Europameister in der Mannschaftswertung geworden waren.
1992 trat bei den Olympischen Spielen in Barcelona nicht mehr die Sowjetunion an. Die Gemeinschaft Unabhängiger Staaten (GUS) wurde vom Vereinten Team vertreten. Im Synchronschwimmen wurden in Barcelona zwei Wettbewerbe angeboten. Wie bei den Weltmeisterschaften im Vorjahr gingen die Medaillen an die Vereinigten Staaten, Kanada und Japan. Olga Sedakowa wurde im Einzelwettbewerb und im Duett mit Anna Kozlova jeweils Vierte.
Ab 1993 trat Olga Sedakowa für Russland an. Bei den Europameisterschaften 1993 in Sheffield siegte Sedakowa wie zwei Jahre zuvor dreimal: Im Einzel, im Duett mit Kozlova und mit der Mannschaft. Olga Kozlova zog danach in die Vereinigten Staaten und setzte ihre Karriere dort fort. Bei den Weltmeisterschaften 1994 in Rom wurde Sedakowa Vierte im Einzel und mit der Mannschaft. Im Jahr darauf bei den Europameisterschaften 1995 in Wien siegte Sedakowa im Einzelwettbewerb und mit dem Team. 1996 bei den Olympischen Spielen in Atlanta waren der Einzelwettbewerb und der Duettwettbewerb durch den Mannschaftswettbewerb ersetzt worden. Sedakowa belegte mit dem Team einmal mehr den vierten Platz.
Bei den Europameisterschaften 1997 in Sevilla trat Sedakowa nur im Einzel an und gewann ihren vierten Titel in Folge. Im Jahr darauf bei den Weltmeisterschaften 1998 in Perth gewann Sedakowa drei Goldmedaillen. Im Einzel gewann sie vor der Französin Virginie Dedieu. Zusammen mit Olga Brusnikina siegte sie im Duett vor dem japanischen Duo und auch die russische Mannschaft gewann vor den Japanerinnen.
Nach ihrem Dreifacherfolg trat Sedakowa vom aktiven Sport zurück. 2000 und 2004 betreute sie das Schweizer Duo bei den Olympischen Spielen. Nach ihrer Heirat bekam Olga Kharts drei Kinder und zog sich auch vom Trainerberuf zurück. Seit 2019 ist Olga Sedakowa(-Kharts) Mitglied der International Swimming Hall of Fame (ISHOF).